# Ole Söderberg
Ole Petter Söderberg (geboren 20 juli 1990) is een Zweeds voetballer, die als doelman uitkomt voor IFK Göteborg. Hij is voormalig jeugdinternational voor Zweden.

## Biografie
Söderberg is geboren in het Zweedse Norrköping, in 1990. Zijn broer Tom Söderberg was eveneens profvoetballer.

## Carrière

### BK Häcken
Söderberg begint zijn carrière bij de Zweedse club BK Häcken. In 2007 tekent hij een contract dat hem tot 2010 bij de club moet houden. Als een tiener speelt hij vijf duels voor het Zweedse elftal voor spelers onder 17 jaar.

### Newcastle United
Söderberg tekent in januari 2008 een vierjarig contract bij Newcastle United, dat op dat moment uitkomt in de Premier League. Mede door blessures dringt hij nooit door tot het eerste elftal. Hij breekt zijn pols in september 2008 en ondergaat in 2009 een operatie nadat hij enige tijd last heeft van zijn meniscus.
Toen Steve Harper - de eerste doelman van Newcastle - in september 2010 geblesseerd raakte, werd Söderberg tweede keeper van de club, achter de Nederlander Tim Krul. De Zweedse doelman zat tijdens 19 duels op de bank.

### Verhuurperiodes
Tijdens zijn periode bij Newcastle wordt Söderberg twee keer verhuurd. In oktober 2011 vertrekt hij voor een maand naar Darlington FC, waar hij tijdens zes competitiewedstrijden onder de lat staat. Daarna wordt de doelman voor een maand verhuurd aan Chesterfield FC. Voor die club debuteert Söderberg op 5 november 2011 in het met 2-2 gelijkgespeelde duel tegen Yeovil Town.

### Molde FK
Op 30 maart 2012 bevestigt Söderberg op Twitter dat hij een contract heeft getekend bij de Noorse voetbalclub Molde FK, waar op dat moment Ole Gunnar Solskjær de trainer is. Söderberg debuteert op 30 juni 2012 in de competitiewedstrijd tegen Odd Grenland.

### Kalmar FF
Op 3 januari 2014 meldt Kalmar FF de komst van de Zweedse sluitpost op haar website. Door blessures raakte Söderberg in het seizoen 2017 zijn basisplaats kwijt aan Lucas Hägg Johansson. Söderberg besluit daarop om na afloop van het seizoen 2018 bij Kalmar te vertrekken. De sluitpost kwam tot 53 wedstrijden in de Allsvenskan voor de club en 9 duels in de Svenska Cupen.

### AFC Eskilstuna
30 januari 2019 tekende Söderberg een contract bij AFC Eskilstuna. Daarvoor was de doelman op proef bij Helsingborgs IF.

### Terugkeer naar Kalmar
In juni 2020 keert Söderberg terug bij Kalmar FF. Hij wordt aangesteld als keeperstrainer voor de jeugd. Daarnaast is hij in noodgevallen beschikbaar voor het eerste elftal.

### IFK en GAIS Göteborg
Op 15 januari 2021 werd bekend dat Söderberg zijn carrière vervolgt bij IFK Göteborg. Na een seizoen vertrok de doelman bij de blauwwitten, waarna hij aan de slag ging bij GAIS. Hier zal hij onderdeel uitmaken van de technische staf en fungeren als back-updoelman.